# Antonie Oetgens van Waveren

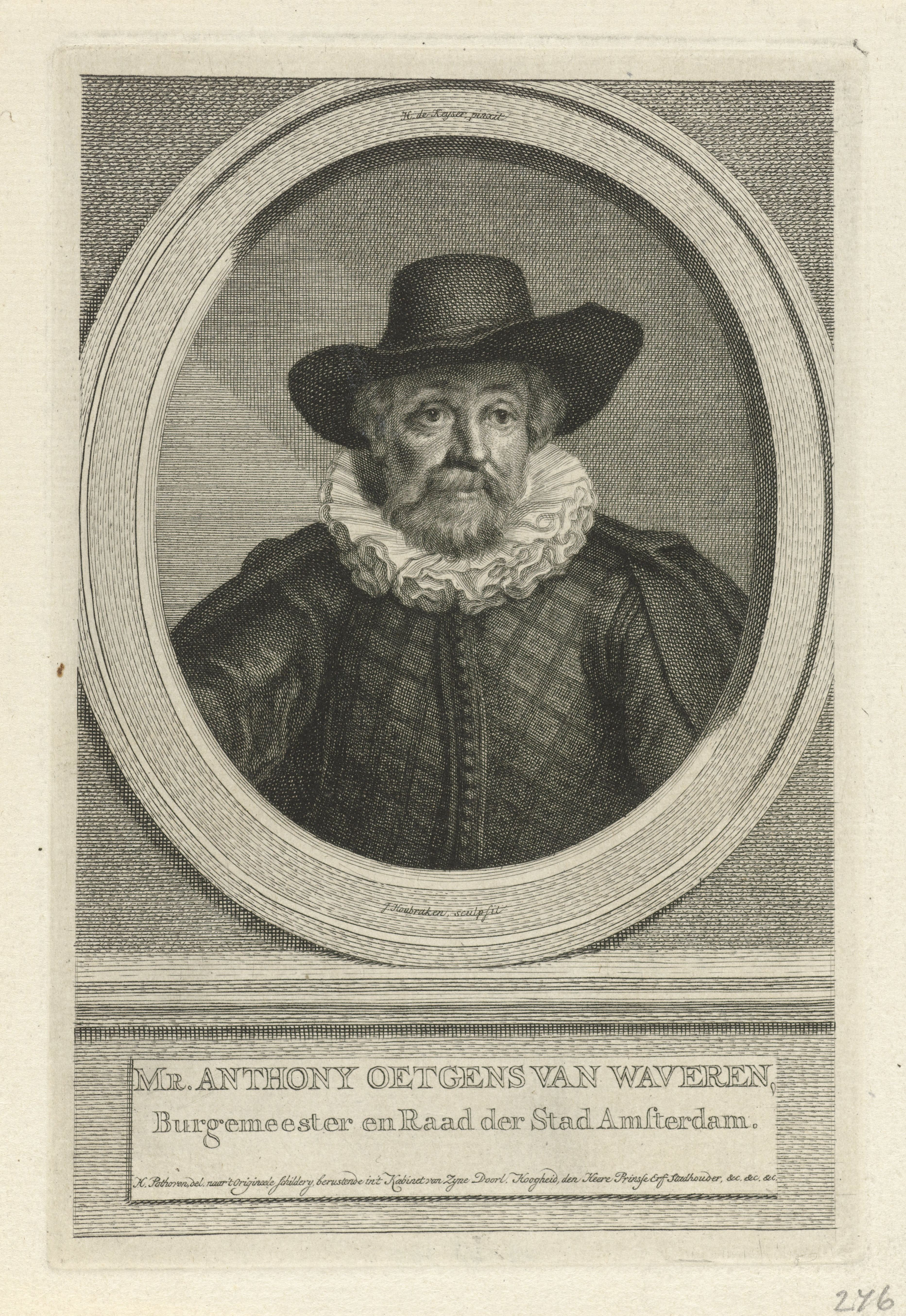
Antonie Oetgens van Waveren

Antonie Oetgens van Waveren (* 1585 in Amsterdam; † 1658 ebenda), Ritter, Heer von Waveren, Botsbol, Ruyge Wilnis und der Insel Ameland war ein Amsterdamer Regent und holländischer Diplomat des Goldenen Zeitalters.

## Biografie
Antonie entstammte dem Geschlecht Oetgens (van Waveren). Seine Elteren waren der Amsterdamer Bürgermeister Frans Hendricksz Oetgens und Alyd van Hove van Zyl. Durch seinen Vater erbte er einen großen Grundbesitz in Amsterdam, welchen er bei einer Stadterweiterung gewinnbringend verkaufen konnte. Oetgens wurde erstmals im Jahre 1626 mit dem Bürgermeisteramt betraut; weitere Ernennungen folgten in den Jahren 1627, 1629, 1631, 1638, 1649 und 1650. Im Jahre 1631 war er der Republiks Gesandter und Botschafter in Dänemark und Hamburg. Im Jahre 1638 organisierten die Regenten Andries Bicker, Albert Burgh, Pieter Hasselaer, Abraham Boom und Oetgens den prächtigen Einzug der vormaligen französischen Königin Maria de’ Medici in Amsterdam.
Im Jahre 1650, im Konflikt zwischen den Regenten Amsterdams und Wilhelm II. von Oranien, wurde Hasselaer nebst seinem Amtsgenossen Hasselaer durch die Gebrüder Bicker entsandt, um Wilhelm von Oranien den Zutritt zur Stadt zu untersagen. Im Jahre 1654 war er als niederländischer Gesandter zur Friedensvermittlung zwischen Schweden und Polen tätig. Im Jahre 1655 war er einer der fünf Kommissäre für den Bau des neuen Stadthauses. Im Jahre 1659 wurde Oetgens nebst Van Zahm, Lieuwe van Aitzema und Simon van Beaumont durch den römisch-deutschen Kaiser zu Herren der Insel Ameland ernannt. Aus seiner Ehe mit Anna Spiegel entsprang der Sohn Johan Oetgens van Waveren, im Jahre 1670 Bürgermeister der Stadt Amsterdam.